# امتوارا
امتوارا شهر مرکزی استان امتوارا می‌باشد که در جنوب شرقی کشور تانزانیا قرار دارد.
این شهر در حال حاضر دارای حدوداً ۸۰٬۰۰۰ نفر جمعیت می‌باشد.
شهر امتوارا به لحاظ امکانات بندرگاهی توانایی کافی برای صادارات سنگ آهن و زغال سنگ را دارد.